# Pello Irujo Ollo
Pello Irujo Ollo o també Pedro María Irujo Ollo (Estella-Lizarra, Navarra, 23 de febrer de 1910 – Pamplona, 24 de febrer de 1983) va ser un polític nacionalista basc per Acció Nacionalista Basca (ANV).
Fill de Daniel Irujo y Urra i germà de Manuel de Irujo líder del Partit Nacionalista Basc. Pello va optar per ANV quan es va fundar en 1930. Va estudiar Dret i va participar en l'Agrupació de Cultura Basca de Madrid, de la qual fou bibliotecari en 1931.
A l'inici de la guerra civil es trobava a Lizarra, des d'on es dirigeix a Sant Sebastià, trobant-se amb els seus germans Andrés María i Manuel.
Va participar juntament amb altres nacionalistes i anarquistes, conduint el vehicle, a salvar al bisbe Gandásegui passant-lo a la denominada zona del bàndol nacional al setembre de 1936. Quan el 13 de setembre va ser capturat per les tropes franquistes aquest fet li salvaria la vida, ja que la condemna de mort no se li va aplicar i en 1939 va ser indultat. Va seguir pres, mentre va aprendre a pintar amb el pintor Javier Ciga Echandi, fins a 1943, en què va sortir bandejat a Conca. Es va traslladar a Madrid de forma clandestina. El setembre del 1946, després de la caiguda d'uns companys, hagué d'exiliar-se.
Exercí d'agregat cultural a les Delegacions del Govern Basc en Sofia i Budapest. Posteriorment emigra a l'Argentina on hi resideix el seu germà Andrés. A Buenos Aires arriba a exposar diverses vegades i manté una mostra permanent en l'Estudi de Flores Kaperotxipi, a Mar del Plata.
Des de 1960 a 1975, dirigeix la publicació d'ANV Tierra Vasca, per a Amèrica i Europa. Una vegada mort el dictador Francisco Franco torna a Pamplona. Va ser candidat al Senat d'Espanya a les eleccions generals espanyoles de 1977 per ANV.